# Silene palaestina
Silene palaestina är en nejlikväxtart som beskrevs av Pierre Edmond Boissier. 
Silene palaestina ingår i släktet glimmar och familjen nejlikväxter. Inga underarter finns listade i Catalogue of Life.